# Ruine Riedburg
Die Riedburg ist die Ruine einer mittelalterlichen Höhenburg aus dem 14. Jahrhundert und befindet sich im Ortsteil Mittelhäusern in der Schweizer Gemeinde Köniz im Kanton Bern.

## Lage und Beschreibung
Die Riedburg liegt oberhalb der Schwarzwasserschlucht. Heute sind der Burggraben, der Burghügel, Teile des Turms und des Palas, sowie einige Mauerreste erhalten.

## Geschichte
Um 1350 wurde die Burg erbaut und war Sitz von Ivo von Bolligen. Zur Herrschaft gehörten neben der Burg die umliegenden Gebiete zwischen Sense und Scherlibach. Bereits 1386 wurde die Burg während eines Konflikts zwischen Bern und Freiburg von den Freiburgern zerstört. Ab 1388 gehörte die Herrschaft Riedburg zum Stadtstaat Bern. Im 15. Jahrhundert kam sie in den Besitz der Berner Patrizierfamilien von Buch und Brüggler. Diese bauten in der näheren Umgebung ein Herrenhaus (Unterbau aus Stein, Oberbau aus Holz).

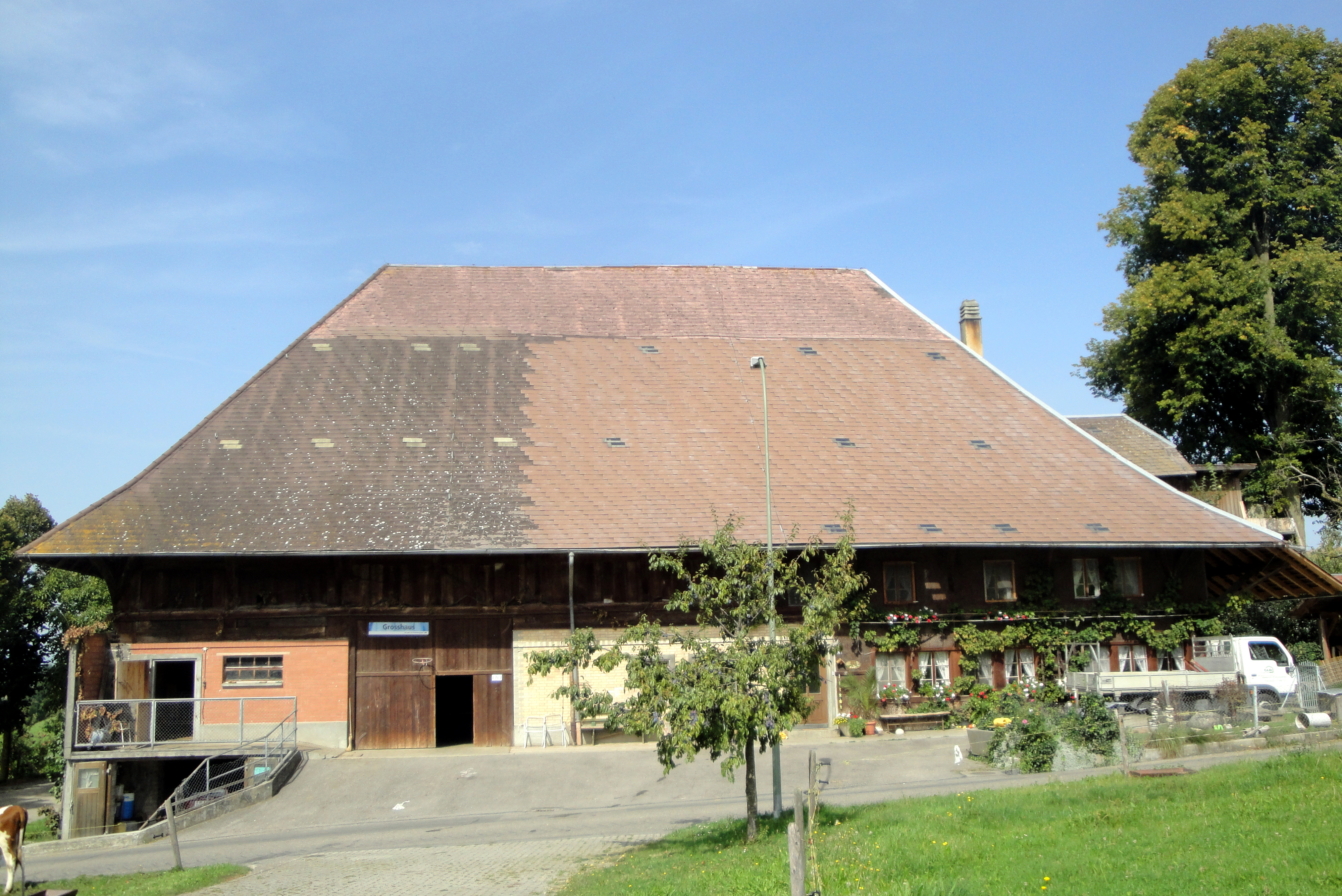
Herrenhaus in Grossgschneit
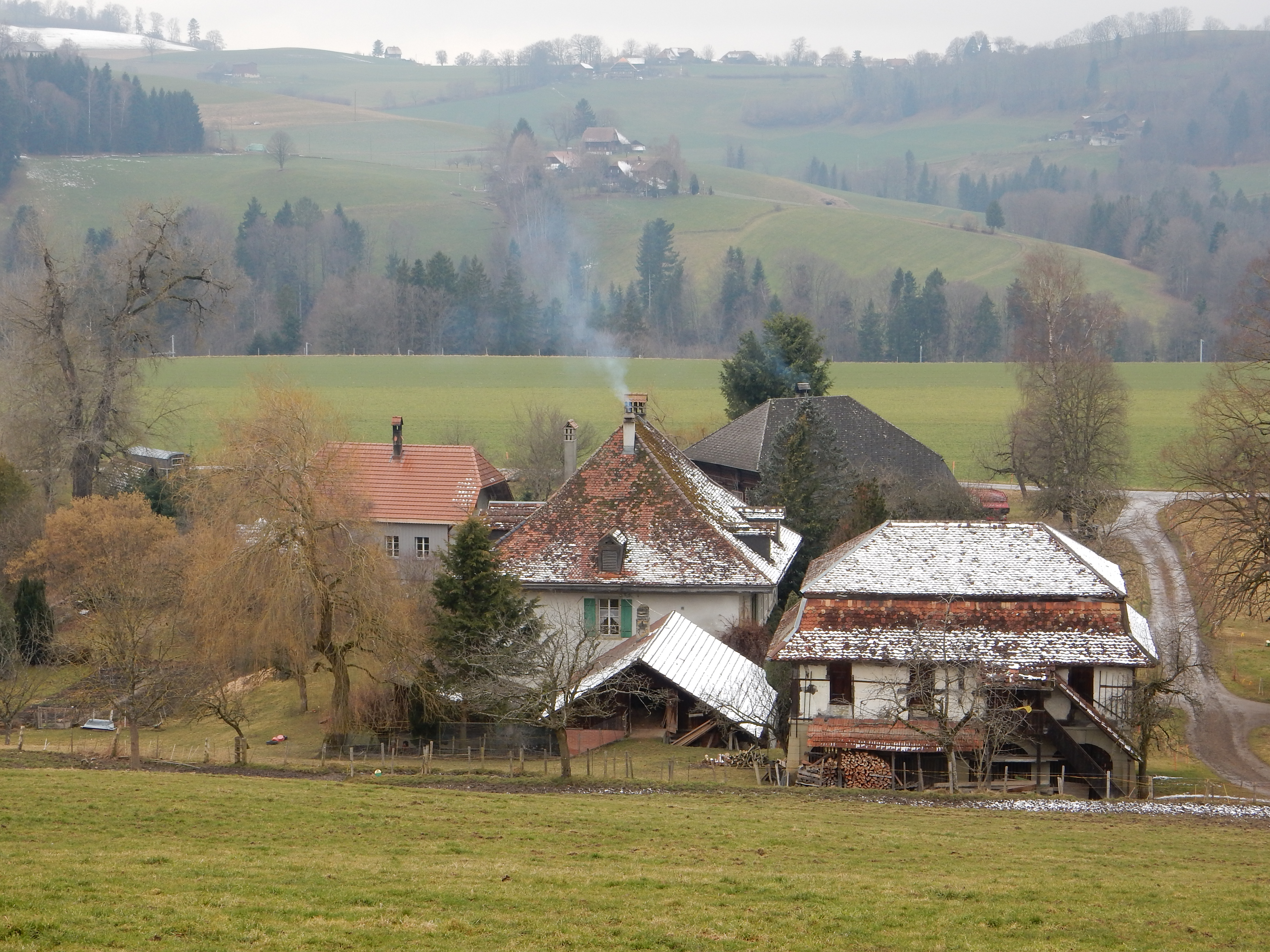
Landsitz Riedburg
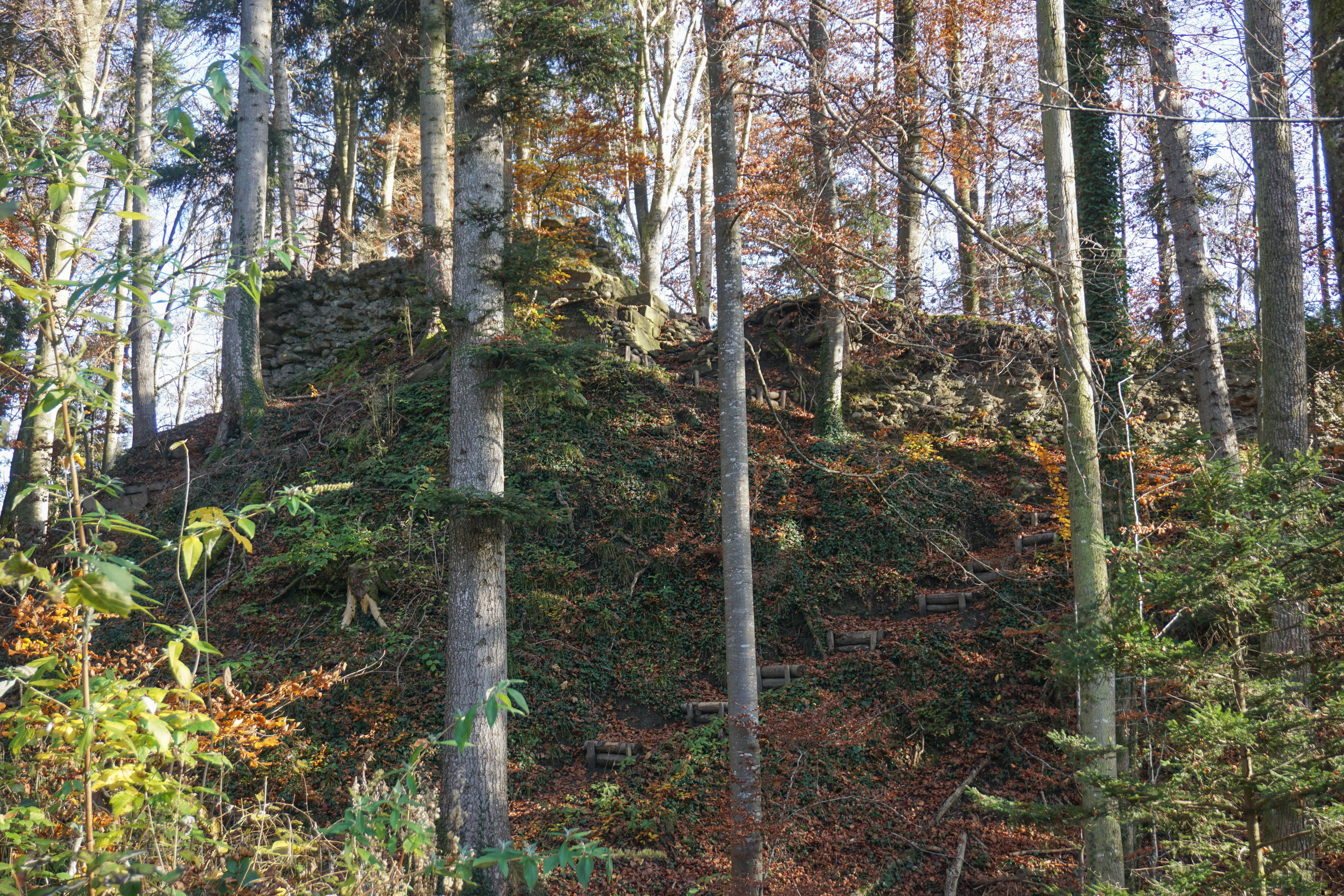
Mauerreste der Riedburg
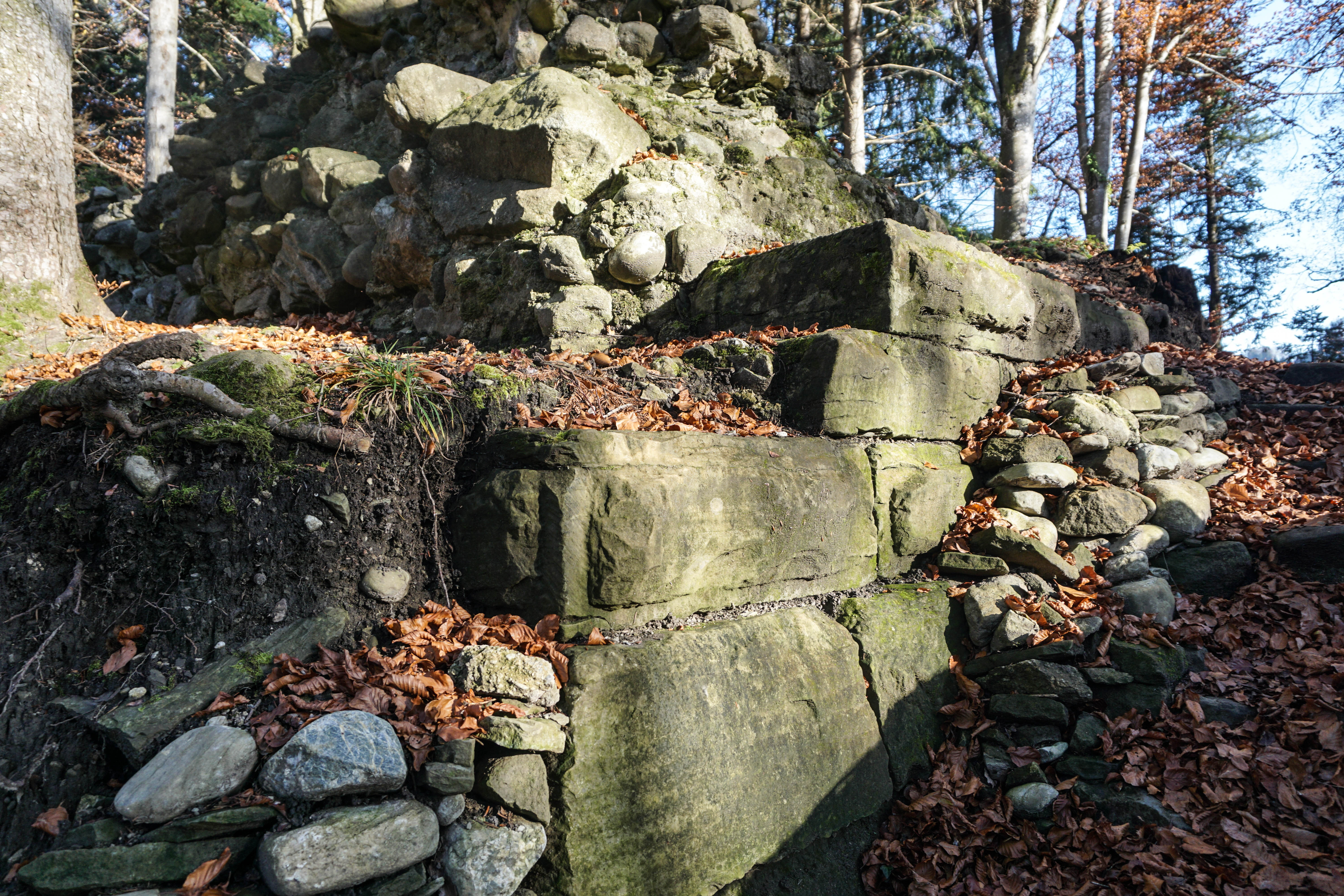
Mauerreste der Riedburg